# أحمد صالح دال
أحمد صالح دال (بالتركية: Ahmet Salih Dal)‏، (ولد: 2 مارس 1971، في كيليس، تركيا) عالم إلهيات وسياسي تركي. درس في جامعة الأزهر في مصر ويتقن العربية. ونائب سابق في البرلمان التركي في دورته (24) ممثلا عن حزب العدالة والتنمية.